# Tr3s Lunas
Tr3s Lunas è un album in studio di Mike Oldfield pubblicato nel 2002 da Warner Bros. Records in formato CD e musicassetta.

## Il disco
Il titolo deriva dallo spagnolo Tres Lunas con il 3 al posto della e. A Tr3s Lunas è legato il progetto del videogame per PC che porta lo stesso nome dell'album e nel quale era allegato il CD con il gioco stesso.
In questo album riappare Sally Oldfield, sorella di Mike, che lo aveva precedentemente aiutato nel 1978 per la registrazione di Incantations. La voce principale di To Be Free è la cantante Jazz Jude Sim. Un'altra cantante importante per l'album è Amar. Il sassofono venne riprodotto con l'uso di una chitarra sintetizzata.
Tr3s Lunas è stato registrato presso gli studi di Roughwood, mentre alcune parti aggiuntive vennero registrate al Plan 1 Studios, a Monaco di Baviera.

## Tracce
1. Misty – 3:59
2. No Mans Land – 6:08
3. Return to the Origin – 4:38
4. Landfall – 2:19
5. Viper – 4:32
6. Turtle Island – 3:40
7. To Be Free – 4:21
8. Fire Fly – 3:46
9. Tr3s Lunas – 4:35
10. Daydream – 2:15
11. Thou Art in Heaven – 5:22
12. Sirius – 5:47
13. No Mans Land (Reprise) – 2:56
14. To Be Free (Radio edit) – 3:56